# Abdallah ibn Abd al-Malik
ʿAbdallāh ibn ʿAbd al-Malik (dans les sources grecques Abdelas, Ἀβδελᾶς) est un prince omeyyade, fils du calife ʿAbd Al-Malik ibn Marwān (r. 685–705), général et gouverneur d'Égypte.

## Biographie
ʿAbdallāh est né vers 677 et grandit à la capitale du Califat, Damas. Durant sa jeunesse, il accompagne son père dans plusieurs campagnes. Il conduit sa première campagne la première fois en 700/701, en représailles des attaques du général byzantin Héraclius. Lors de cette expédition, il capture la forteresse frontalière de Théodosiopolis et mène des raids en Arménie Mineure,. En 701, il est envoyé, aux côtés de son oncle Muḥammad ibn Marwān, en Irak pour aider Al-Hajjaj ben Yusef à soumettre la rébellion d'Abd er-Rahman ibn Mohammed ibn el-Achath. L'année suivante, les provinces arméniennes byzantines à l'est de l'Euphrate, récemment conquises par Muḥammad ibn Marwān, se soulèvent et la révolte gagne une grande partie de l'Arménie. En 703, ʿAbdallāh conquiert Mopsueste en Cilicie, qu'il re-fortifie comme la place forte majeure du Califat dans la région, et conduit alors la répression de la révolte arménienne avec son oncle Muḥammad,.
À la fin de l'année 704, cependant, il est rappelé d'Arménie pour devenir gouverneur d'Égypte, succédant ainsi à son oncle ʿAbd al-ʿAzīz ibn Marwān. Son mandat est marqué par ses efforts pour affirmer le contrôle du gouvernement califal sur la province aux dépens des élites locales : il congédie les personnes mandatées par son oncle et ordonne que les affaires du gouvernement soient faites en arabe plutôt qu'en copte. Son mandat est cependant terni par la première famine sous le contrôle islamique et par des accusations de corruption et de détournemePériode nt de fonds publics. Il est rappelé en 708-709 et ses biens confisqués par le calife,. Rien n'est connu de lui après cet épisode, hormis la mention par Al-Yaqubi qu'il est exécuté par crucifiement par le premier calife abbasside Al-Saffah, à Al-Hira en 749/750.